# Campionato del mondo di scacchi 1935
Il campionato del mondo di scacchi 1935 fu conteso tra il campione Aleksandr Alechin e Max Euwe nei Paesi Bassi, tra il 3 ottobre e il 16 dicembre. Euwe vinse per 15,5–14,5, aggiudicandosi così il titolo di campione del mondo.
Si svolse in 13 città olandesi: Amsterdam, Delft, Rotterdam, Utrecht, Gouda, L'Aia, Groninga, Baarn, 's-Hertogenbosch, Eindhoven, Zeist, Ermelo e Zandvoort.

## Storia
Alechin in quel periodo era soggetto a problemi di alcolismo e per questo cercò di essere cauto nel mettere in palio il suo titolo. Aveva forse scelto Euwe come sfidante sperando di avere una facile vittoria: l'olandese aveva infatti perso due match contro Bogoljubov, che era stato battuto facilmente due volte da Alechin in campionati del mondo, nel 1929 e nel 1934.
Tuttavia lo stato di forma fisica e mentale del campione era talmente deteriorato che alla fine l'olandese riuscì a prevalere di misura con lo scarto minimo.
Euwe concesse ad Alechin la rivincita, che si svolse due anni dopo. Dopo aver perso il titolo mondiale Alechin decise di lavorare su se stesso per superare i propri problemi, e nel 1937 riconquistò il titolo mondiale.

## Risultati
Il match fu giocato sulle trenta partite, con la condizione che il vincitore avrebbe dovuto vincere almeno sei partite.
| Giocatori                    | 1 | 2 | 3 | 4 | 5 | 6 | 7 | 8 | 9 | 10 | 11 | 12 | 13 | 14 | 15 | 16 | 17 | 18 | 19 | 20 | 21 | 22 | 23 | 24 | 25 | 26 | 17 | 28 | 29 | 30 | Vittorie | Punti |
| ---------------------------- | - | - | - | - | - | - | - | - | - | -- | -- | -- | -- | -- | -- | -- | -- | -- | -- | -- | -- | -- | -- | -- | -- | -- | -- | -- | -- | -- | -------- | ----- |
| Max Euwe ( Paesi Bassi)      | 0 | 1 | 0 | 0 | ½ | ½ | 0 | 1 | 0 | 1  | ½  | 1  | ½  | 1  | ½  | 0  | ½  | ½  | 0  | 1  | 1  | ½  | ½  | ½  | 1  | 1  | 0  | ½  | ½  | ½  | 9        | 15,5  |
| Aleksandr Alechin ( Francia) | 1 | 0 | 1 | 1 | ½ | ½ | 1 | 0 | 1 | 0  | ½  | 0  | ½  | 0  | ½  | 1  | ½  | ½  | 1  | 0  | 0  | ½  | ½  | ½  | 0  | 0  | 1  | ½  | ½  | ½  | 8        | 14,5  |